# Josef Eppich

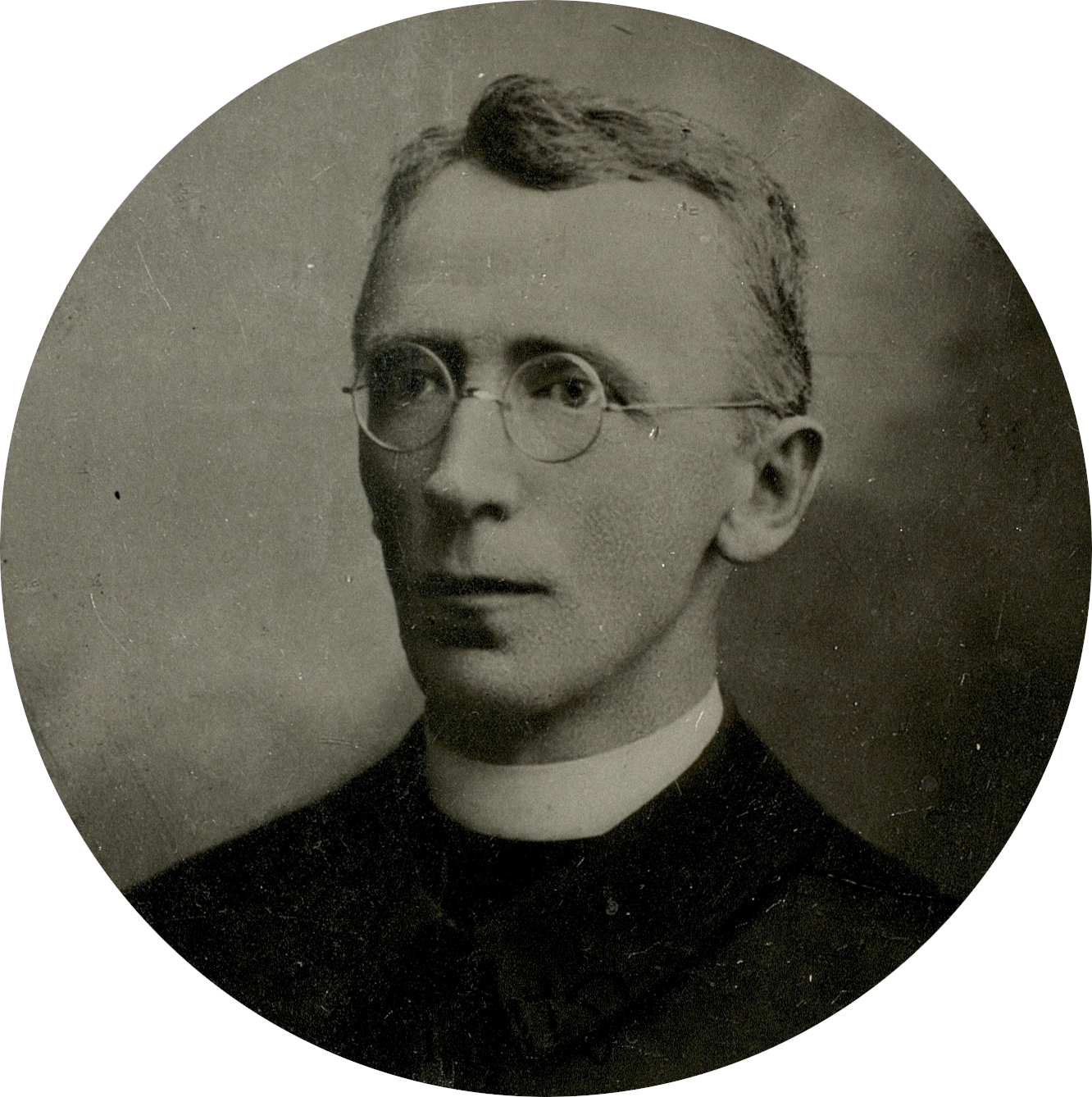
Josef Eppich um 1900

Josef Eppich (* 20. Februar 1874 in Malgern bei Gottschee; † 2. Juni 1942 in Mitterdorf bei Gottschee) war ein katholischer Priester, Publizist und Politiker. Besonders von Bedeutung ist sein Einsatz für die deutschsprachige Volksgruppe der Gottscheer im Königreich Jugoslawien sowie 1941 sein Kampf gegen die Aussiedlung seiner Landsleute durch die Nationalsozialisten.

## Leben

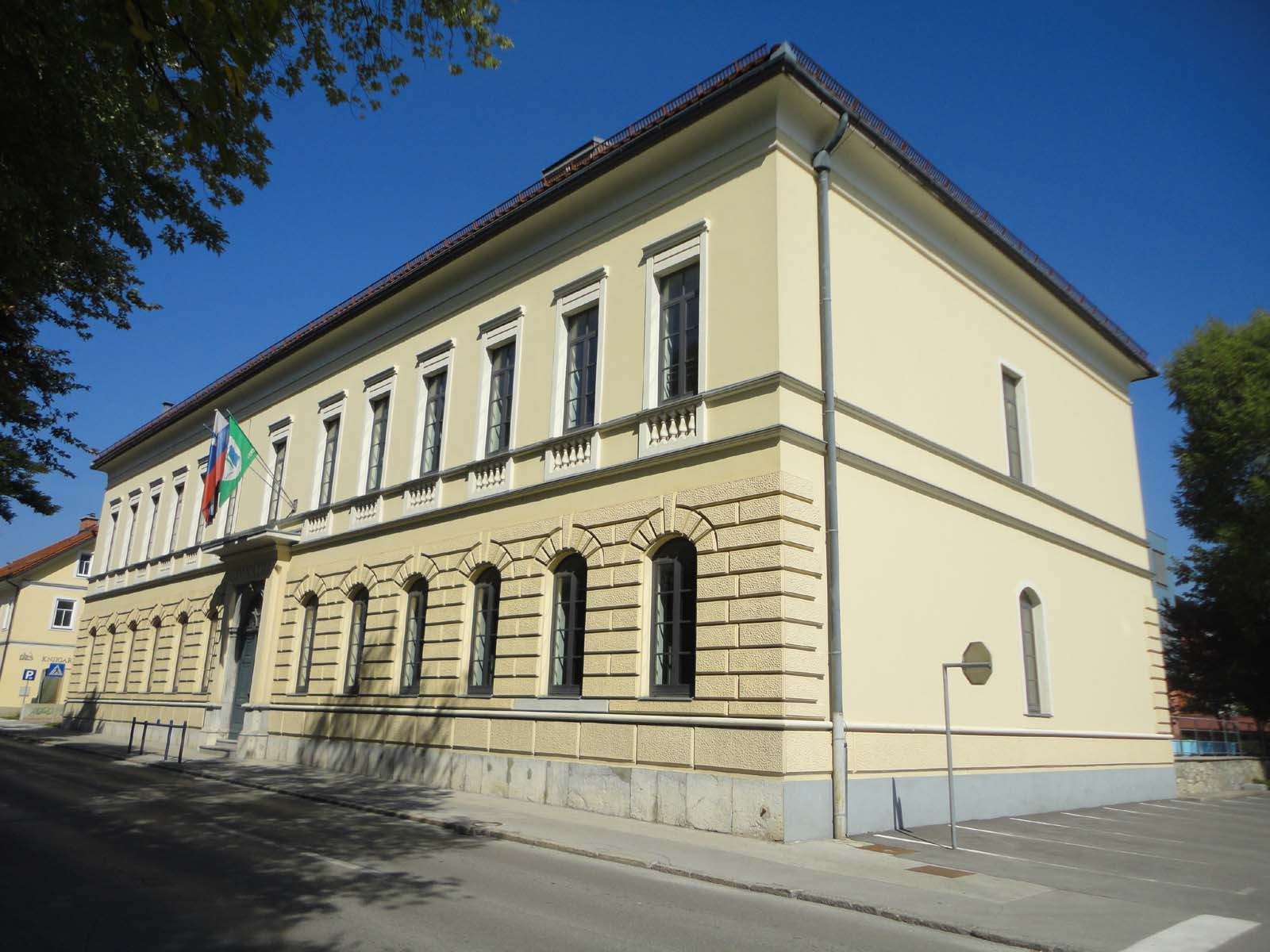
Gymnasium Gottschee: Einer seiner Schüler war Josef Eppich.

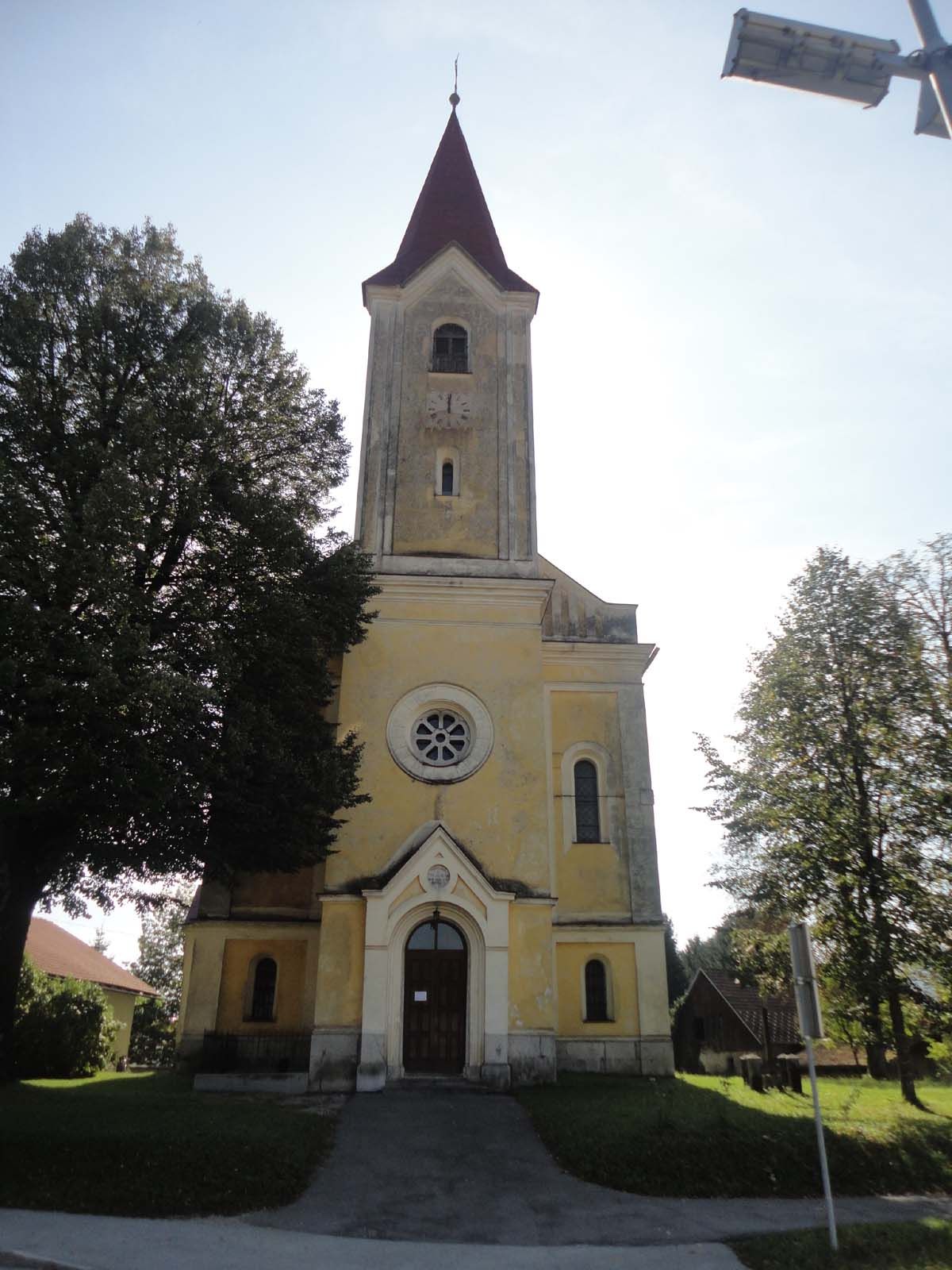
Kirche zu Mitterdorf: Hier predigte Josef Eppich.

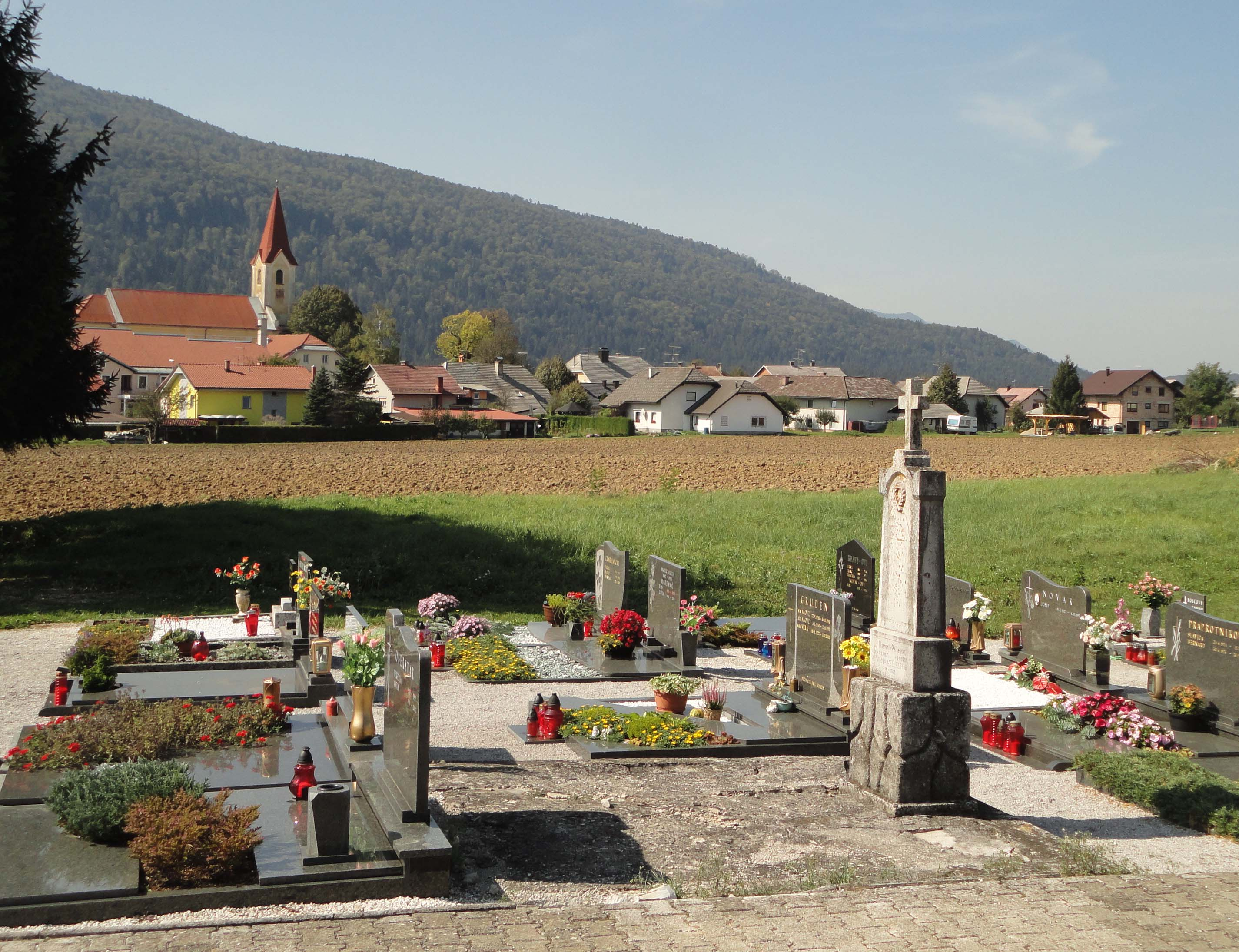
Auf dem Friedhof in Mitterdorf gibt es keinen Grabstein für Josef Eppich.

Josef Eppich, 1874 in Malgern geboren, verlor früh seine Eltern. Als Kind arbeitete er als Hirte. Da er in der Dorfschule ein guter Schüler war, wurde er ans Untergymnasium Gottschee geschickt. Später studierte er am Obergymnasium zu Laibach Theologie. Am 22. Juli 1897 wurde er zum Priester geweiht und als Kaplan zunächst in Döberitsch, 1898 in der Stadt Gottschee angestellt. Am 13. September 1902 wurde er Pfarrer in Mitterdorf. Bischof Anton Bonaventura Jeglič ernannte ihn 1907 zum Geistlichen Rat.
Gemeinsam mit seinem ehemaligen Lehrer am Gymnasium Gottschee und späteren persönlichen Freund Josef Obergföll sowie dem Gottscheer Stadtpfarrer Dechant Ferdinand Erker gründete Eppich die Gottscheer Heimatzeitung „Gottscheer Bote“, deren erste Ausgabe am 4. Jänner 1904 erschien.
Nach der Gründung des Königreichs der Serben, Kroaten und Slowenen wurde der „Gottscheer Bote“ am 6. Juni 1919 durch die neue Obrigkeit geschlossen. Am 1. August 1919 gelang jedoch die Gründung eines neuen Blattes, der „Gottscheer Zeitung“, deren Herausgeber und Eigentümer Josef Eppich wurde und die fortan monatlich erschien. Nach dem Tode Obergfölls am 22. Jänner 1921 wurde Eppich zunehmend zu einer Integrationsfigur der Gottscheer.
Josef Eppich war Organisator des eucharistischen Kongresses am 16. August 1925 in Gottschee und Initiator der 600-Jahr-Feier der Gottscheer vom 1. bis 4. August 1930, wo er auch als Festredner auftrat.
Eppich leitete gemeinsam mit dem Rechtsanwalt Hans Arko die Gottscheer Bauernpartei und arbeitete im Hauptausschuss des 1924 gegründeten und 1929 verbotenen „Politischen und wirtschaftlichen Vereins der Deutschen in Slowenien“ mit.
1927 wurde Josef Eppich bei den Gebietswahlen für den Gottscheer Bezirk in den Gebietsausschuss (slowenischen Landtag) gewählt und Hans Arko zu seinem Stellvertreter. Bei seiner Antrittsrede am 23. Februar 1927 betonte er, sowohl dem Staat Jugoslawien als auch seinem eigenen Volk, den Gottscheern, treu zu sein. In dieser Zeit bemühte er sich um den Erhalt deutschsprachiger Klassen und nutzte dabei seine Kontakte zum katholischen Priesterkollegen und Landtagsabgeordneten Karel Škulj aus Reifnitz aus. Bereits 1929 setzte jedoch König Alexander I. die Verfassung außer Kraft und löste das Parlament wie auch die regionalen Landtage auf. Ebenso wurden alle Parteien verboten, die eine Nationalität repräsentierten. Später wirkte Eppich, wiederum mit Rechtsanwalt Arko, im 1931 wieder zugelassenen Schwäbisch-Deutschen Kulturbund.
Josef Eppich baute in dieser Zeit Kontakte mit Kärntner Slowenen auf und bemühte sich gemeinsam mit deren Sprecher Janez Starc um Zugeständnisse an die Minderheiten in Jugoslawien und Österreich auf der Grundlage der Reziprozität.
Am 18. August 1937 einigten sich Vertreter der Kärntner Slowenen und Gottscheer auf Grundsätze für die Behandlung von Minderheiten in Kärnten und der Drau-Banovina. Daraufhin übermittelten die Gottscheer Josef Eppich, Kanonikus Ferdinand Erker und Hans Arko am 28. August 1937 eine Denkschrift an Ministerpräsident Milan Stojadinović, in der sie die Regierung aufforderten, die Angriffe gegen die Minderheit auf kulturellem, wirtschaftlichem und politischem Gebiet einzustellen sowie Gottscheer Beamte, insbesondere Lehrer, anzustellen. Diese Bemühungen blieben jedoch weitgehend unbeantwortet.
Bis zum 10. Jänner 1939 war Eppich Schriftleiter und Eigentümer der „Gottscheer Zeitung“. Dann beugte er sich dem Druck der nationalsozialistischen „Erneuerer“ des Kulturbundes und gab die Schriftleitung an den Nationalsozialisten Herbert Erker ab. Im Mai 1939 war die Machtübernahme im Kulturbund durch die Nationalsozialisten vollzogen.
Nach dem Balkanfeldzug im April 1941 entband der Laibacher Diözesanbischof die Priester des Treuschwurs. Eppich nahm jedoch gemeinsam mit anderen Geistlichen (August Schauer, Ferdinand Erker, Josef Erker, Josef Gliebe, Josef Kraker, Josef Kreiner und Alois Perz) öffentlich Stellung gegen die von den Nationalsozialisten geplante Umsiedlung, wobei er das von der nationalsozialistischen Gottscheer „Volksgruppenführung“ peinlichst gemiedene Wort „Aussiedlung“ verwendete. Als einziger Pfarrer unterstützte Heinrich Wittine die Aussiedlung, während Alois Krisch seine Haltung vom Verhalten seiner Gemeinde abhängig machte. Infolgedessen bezeichneten die Nationalsozialisten den Katholizismus als „universalistische Weltanschauung“, die ausgerottet werden müsse.
Josef Eppich widersetzte sich der Aussiedlung und blieb in seiner Kirche in Mitterdorf zurück. Am 2. Juni 1942 kam er in Mitterdorf bei einem Gefecht zwischen italienischen Soldaten und slowenischen Partisanen unter ungeklärten Umständen gewaltsam zu Tode.

## Zitate

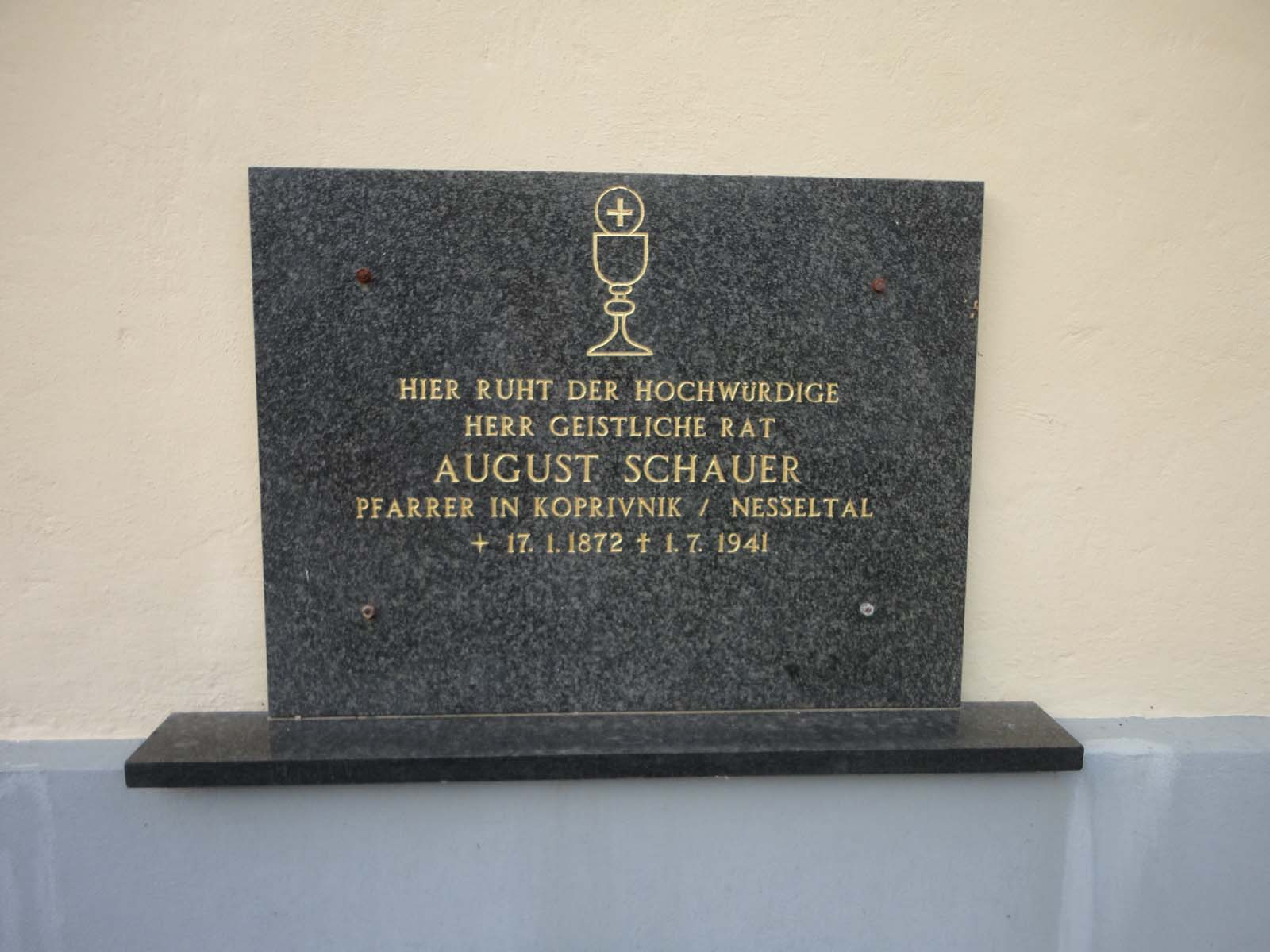
Josef Eppichs Nachruf galt seinem Priesterkollegen August Schauer.

Unser Letztes, was immerhin auch kommen möge, werden wir uns nicht nehmen lassen: Väterglaube, Heimat und Muttersprache. Diese Worte im Kalender vom Jahre 1925 verfocht er bis zu seinem Tode, und es schmerzte ihn tief, beobachten zu müssen, daß in letzter Zeit in unserem Volke hierfür da und dort das Verständnis abging. Aus einem Nachruf an den Pfarrer in Nesseltal, August Schauer (17. Januar 1872 – 1. Juli 1941), den Herausgeber des „Gottscheer Kalenders“.